# 실패돌말목
실패돌말목(Biddulphiales)은 돌말류(규조류(硅藻類), Diatom) 목의 일종이다. 5개 과에 90종으로 이루어져 있다.

## 하위 과
- 아테야과 (Attheyaceae) R.M.Crawford & Round - 1속 9종
  - 아테야속 (Attheya) - 9종
- 꽃띠돌말과 (Bellerocheaceae) - 3속 5종
- 실패돌말과 (Biddulphiaceae) - 15속 75종
- Gyrocylindraceae
  - Gyrocylindrus - 유일종 G. antiquus
- Kittoniaceae
  - Kittonia - 유일종 K. elaborata